# Circonscription autonomique de Séville
Ne doit pas être confondu avec Circonscription électorale de Séville.
La circonscription électorale de Séville est l'une des huit circonscriptions électorales d'Andalousie pour les élections au Parlement d'Andalousie.
Elle correspond géographiquement à la province de Séville.

## Synthèse
|             |       | 1982 | 1986 | 1990 | 1994 | 1996 | 2000 | 2004 | 2008 | 2012 | 2015 | 2018 | 2022 |  |
| ----------- | ----- | ---- | ---- | ---- | ---- | ---- | ---- | ---- | ---- | ---- | ---- | ---- | ---- |  |
| UCD         |       | 1    |      |      |      |      |      |      |      |      |      |      |      |  |
| PCE         |       | 2    |      |      |      |      |      |      |      |      |      |      |      |  |
| AP & alliés |       | 3    | 4    |      |      |      |      |      |      |      |      |      |      |  |
| IULV-CA     |       |      | 3    | 2    | 3    | 2    | 1    | 1    | 1    | 2    | 1    |      |      |  |
| PA          |       | 1    | 1    | 2    | 1    | 1    | 1    | 1    |      |      |      |      |      |  |
| PSOE-A      |       | 11   | 10   | 10   | 8    | 10   | 10   | 11   | 11   | 9    | 8    | 6    | 5    |  |
| PPA         |       |      |      | 4    | 6    | 6    | 6    | 5    | 6    | 7    | 4    | 3    | 9    |  |
| Podemos     |       |      |      |      |      |      |      |      |      |      | 3    |      |      |  |
| Cs          |       |      |      |      |      |      |      |      |      |      | 2    | 3    |      |  |
| AA          |       |      |      |      |      |      |      |      |      |      |      | 4    | 1    |  |
| Vox         |       |      |      |      |      |      |      |      |      |      |      | 2    | 2    |  |
| PorA        |       |      |      |      |      |      |      |      |      |      |      |      | 1    |  |
|             |       |      |      |      |      |      |      |      |      |      |      |      |      |  |
| Total       | Total | 18   | 18   | 18   | 18   | 19   | 18   | 18   | 18   | 18   | 18   | 18   | 18   |  |

## Résultats détaillés

### 1982
| Parti     | Parti | Députés élus |
| --------- | ----- | --- |
| PSOE-A    |       | Rafael Escuredo, José Rodríguez de la Borbolla, José Caballos Mojeda, Miguel Ángel Pino Menchén, Amparo Rubiales, Joaquín Jesús Galán Pérez, Manuel Ángel Fernández González, Luis Pascual Navarrete Mora, Manuel Bustos Lozano, Ángel María Rodríguez Talavera, Ángel Manuel López López |
| AP-PDP-UL |       | Ricardo Mena-Bernal Romero, Carmen Martínez Rodríguez, José Jerónimo Enrile de Cárdenas |
| PCE       |       | Luis Felipe Alcaraz Masats, Juan Antonio Romero Sánchez |
| UCD       |       | José Muñiz Jiménez |
| PSA       |       | Luis Uruñuela Fernández |

- Rafael Escuredo (PSOE-A) est remplacé en mai 1984 par José Dorado Alé.

### 1986
| Parti     | Parti | Députés élus |
| --------- | ----- | --- |
| PSOE-A    |       | José Rodríguez de la Borbolla, Manuel Ángel Fernández González, Ángel Manuel López López, José Caballos Mojeda, Joaquín Jesús Galán Pérez, Luis Pascual Navarrete Mora, Guillermo Gutiérrez Crespo, Jesús María Rodríguez Román, Ana Isabel Arnáiz de las Revillas García, Fernando Soto Martín |
| AP-PDP-PL |       | Antonio Hernández Mancha, Javier Arenas, Roberto Sáenz Alcaide, Juan Luis Muriel Gómez |
| IU-CA     |       | Luis Felipe Alcaraz Masats, Manolo Monereo, Eduardo Saborido Galán |
| PA        |       | José Antonio Hurtado Sánchez |

- José Hurtado (PA) est remplacé en novembre 1987 par Juan Miguel Calvo Castaños.
- Ángel López (PSOE-A) est remplacé en octobre 1989 par Ángel María Rodríguez Talavera.
- Fernando Soto (PSOE-A) est remplacé en novembre 1989 par José Sierra Garzón.
- Javier Arenas (AP) est remplacé en décembre 1989 par Alberto Jiménez-Becerril.

### 1990
| Parti   | Parti | Députés élus |
| ------- | ----- | --- |
| PSOE-A  |       | Jaime Montaner Roselló, Manuel Ángel Fernández González, Jesús María Rodríguez Román, José Caballos Mojeda, Joaquín Jesús Galán Pérez, Guillermo Gutiérrez Crespo, Ana Isabel Arnáiz de las Revillas García, Luis Pascual Navarrete Mora, María del Carmen Gago Bohórquez, Ángel María Rodríguez Talavera |
| PPA     |       | Gabino Puche, Amalia Gómez Gómez, Juan Luis Muriel Gómez, Manuel Pimentel |
| PA      |       | Salvador Pérez Bueno, Antonio Ortega García |
| IULV-CA |       | Felipe Alcaraz Masats, Eduardo Saborido Galán |

- Salvador Pérez (PA) est remplacé en février 1992 par José Tomás Pérez Villar.
- Felipe Alcaraz (IULV-CA) est remplacé en juin 1993 par María Jesús Aramburu del Río.
- Gabino Puche (PPA) est remplacé en septembre 1993 par Victoria Ybarra Allende.

### 1994
| Parti   | Parti | Députés élus |
| ------- | ----- | --- |
| PSOE-A  |       | Carmen Hermosín, José Caballos Mojeda, Manuel Ángel Fernández González, Ana Isabel Arnáiz de las Revillas García, Joaquín Jesús Galán Pérez, Guillermo Gutiérrez Crespo, Manuel Francisco Castillo García, Pedro Rodríguez de la Borbolla y Camoyán |
| PPA     |       | Javier Arenas, Manuel Pimentel, Amalia Gómez Gómez, Juan Miguel Calvo Castaños, José Guillermo García Trenado, Carmen Martínez de Sola Coello de Portugal                                                                                           |
| IULV-CA |       | Concepción Caballero Cubillo, Juan Manuel Sánchez Gordillo, Francisco de Asís Garrido Peña |
| PA      |       | Alejandro Rojas Marcos de la Viesca |

- Manuel Pimentel (PPA) est remplacé en juin 1995 par Victoria Ybarra Allende.

### 1996
| Parti   | Parti | Députés élus |
| ------- | ----- | --- |
| PSOE-A  |       | Carmen Hermosín, José Caballos Mojeda, Manuel Ángel Fernández González, Guillermo Gutiérrez Crespo, María Aurora Atoche Navarro, Pedro Rodríguez de la Borbolla y Camoyán, Manuel Francisco Castillo García, Bernardo del Perpetuo Socorro Bueno Beltrán, Josefa Iglesias Serrano, Evangelina Naranjo Márquez |
| PPA     |       | Javier Arenas, Amalia Gómez Gómez, José Guillermo García Trenado, Juan Luis Muriel Gómez, Juan Miguel Calvo Castaños, Manuel de Jesús Ledro León |
| IULV-CA |       | Concepción Caballero Cubillo, Juan Manuel Sánchez Gordillo |
| PA      |       | Antonio Ortega García |

- Javier Arenas (PPA) est remplacé en juin 1996 par Rafael Javier Salas Machuca.
- Amalia Gómez (PPA) est remplacée en juin 1996 par María Valdenebro Halcón.
- Juan Luis Muriel (PPA) est remplacé en février 1997 par José María Calderón Calderón.
- Ángel Fernández (PSOE-A) est remplacé en mai 1998 par David Javier García Ostos.

### 2000
| Parti   | Parti | Députés élus |
| ------- | ----- | --- |
| PSOE-A  |       | Carmen Hermosín, José Caballos Mojeda, María Aurora Atoche Navarro, Guillermo Gutiérrez Crespo, Bernardo del Perpetuo Socorro Bueno Beltrán, María del Pilar Gómez Casero, Luis Ángel Hierro Recio, Antonio Núñez Roldán, José Muñoz Sánchez, Josefa Iglesias Serrano |
| PPA     |       | Antonio Sanz Cabello, María José Camilleri Hernández, Ricardo Tarno Blanco, Jesús Calderón Moreno, Rafael Javier Salas Machuca, José Guillermo García Trenado |
| IULV-CA |       | Concepción Caballero Cubillo |
| PA      |       | Antonio Ortega García |

- Antonio Ortega (PA) est remplacé en février 2003 par Jesús González Suárez.

### 2004
| Parti   | Parti | Députés élus |
| ------- | ----- | --- |
| PSOE-A  |       | José Caballos Mojeda, María Aurora Atoche Navarro, José Antonio Viera Chacón, María del Pilar Gómez Casero, José Francisco Pérez Moreno, María Isabel Montaño Requena, Eduardo Bohórquez Leiva, Elia Rosa Maldonado Maldonado, José Muñoz Sánchez, Verónica Pérez Fernández, José Francisco Montero Rodríguez |
| PPA     |       | Antonio Sanz Cabello, Ricardo Tarno Blanco, María José Camilleri Hernández, Rafael Javier Salas Machuca, Miguel Ángel Araúz Rivero |
| IULV-CA |       | Concepción Caballero Cubillo |
| PA      |       | Antonio Ortega García |

- José Antonio Viera (PSOE-A) est remplacé en mai 2004 par Silvia Calzón Fernández.
- Aurora Atoche (PSOE-A) est remplacée en octobre 2004 par Fernando Manuel Martínez Vidal.
- Antonio Ortega (PA) est remplacé en mai 2005 par Pilar González Modino.
- María José Camilleri (PPA) est remplacée en mai 2005 par José Guillermo García Trenado.

### 2008
| Parti   | Parti | Députés élus |
| ------- | ----- | --- |
| PSOE-A  |       | José Antonio Viera Chacón, María Jesús Montero, José Caballos Mojeda, Susana Díaz, Antonio Núñez Roldán, Evangelina Naranjo Márquez, Miguel Ángel Vázquez Bermúdez, Verónica Pérez Fernández, Fernando Manuel Martínez Vidal, Elia Rosa Maldonado Maldonado, José Muñoz Sánchez |
| PPA     |       | Juan Ignacio Zoido, Alicia Martínez Martín, José Luis Sanz Ruiz, Patricia del Pozo Fernández, Jaime Raynaud Soto, María Dolores Calderón Pérez |
| IULV-CA |       | Juan Manuel Sánchez Gordillo |

- Evangelina Naranjo (PSOE-A) est remplacée en février 2011 par Ramón Díaz Alcaraz.
- José Luis Sanz (PPA) est remplacé en décembre 2011 par Antonio Javier Jiménez Rodríguez.
- José Antonio Viera (PSOE-A) est remplacé en décembre 2011 par Felicidad Fernández Fernández.

### 2012
| Parti   | Parti | Députés élus |
| ------- | ----- | --- |
| PSOE-A  |       | José Antonio Griñán, Susana Díaz, José Caballos Mojeda, María Jesús Montero, José Muñoz Sánchez, María Carmen Martínez Aguayo, Alfonso Rodríguez Gómez de Celis, Verónica Pérez Fernández, Carmelo Gómez Domínguez |
| PPA     |       | Juan Ignacio Zoido, Alicia Martínez Martín, Rafael Javier Salas Machuca, Patricia del Pozo Fernández, Jaime Raynaud Soto, Carolina González Vigo, Miguel Ángel Araúz Rivero                                        |
| IULV-CA |       | Juan Manuel Sánchez Gordillo, Marina Segura Gómez |

- José Antonio Griñán (PSOE-A) est remplacé en novembre 2014 par Juana Amalia Rodríguez Hernández.
- Juan Ignacio Zoido (PPA) est remplacé en novembre 2014 par María Esperanza O'Neill Orueta.
- Juan Manuel Sánchez (IULV-CA) est remplacé en janvier 2015 par Álvaro García Mancheño.

### 2015
| Parti      | Parti | Députés élus |
| ---------- | ----- | --- |
| PSOE-A     |       | Susana Díaz, Emilio de Llera Suárez-Bárcena, Verónica Pérez Fernández, Francisco Javier Fernández Hernández, María Jesús Montero, José Muñoz Sánchez, Brígida Pachón Martín, Carmelo Gómez Domínguez |
| PPA        |       | Juan Francisco Bueno Navarro, Patricia del Pozo Fernández, Jaime Raynaud Soto, Alicia Martínez Martín                                                                                                |
| Podemos    |       | Begoña María Gutiérrez Valero, Juan Ignacio Moreno de Acevedo Yagüe, María del Carmen García Bueno                                                                                                   |
| Ciudadanos |       | Juan Marín, Marta Escrivá Torralva |
| IULV-CA    |       | Antonio Maíllo Cañadas |

- Emilio de Llera (PSOE-A) est remplacé en juin 2017 par Carmen Dolores Velasco González.
- María Jesús Montero (PSOE-A) est remplacée en juin 2018 par José Antonio Hidalgo García.

### 2018
| Parti      | Parti | Députés élus |
| ---------- | ----- | --- |
| PSOE-A     |       | Susana Díaz, Antonio Ramírez de Arellano López, Verónica Pérez Fernández, Francisco Javier Fernández Hernández, María Sonia Gaya Sánchez, José Muñoz Sánchez |
| AA         |       | Antonio Maíllo Cañadas, María del Carmen García Bueno, José Ignacio Molina Arroyo, Maribel Mora                                                              |
| Ciudadanos |       | Juan Marín, Ana María Llopis Barrera, Pablo Emérito Cambronero Piqueras                                                                                      |
| PPA        |       | Juan Ignacio Zoido, Virginia Pérez Galindo, Antonio Martín Iglesias                                                                                          |
| Vox        |       | Francisco de Asís Serrano Castro, María José Piñero Rodríguez                                                                                                |

- Juan Ignacio Zoido (PPA), qui conserve son mandat de député national, est immédiatement remplacé par Alicia Martínez Martín.
  - Alicia Martínez (PPA) est remplacée en février 2019 par Juan Francisco Bueno Navarro.
- José Muñoz (PSOE-A) est remplacé en février 2019 par Carmelo Gómez Domínguez.
- Pablo Cambronero (Cs) est remplacé en mai 2019 par María Mar Hormigo León.
- Antonio Maíllo (AA) est remplacé en juin 2019 par Ismael Sánchez Castillo.
- Sonia Gaya (PSOE-A) est remplacée en juillet 2019 par Carmen Dolores Velasco González.
- Francisco Serrano (Vox) est remplacé en septembre 2020 par Macario Valpuesta Bermúdez.
- Susana Díaz (PSOE-A) est remplacée en octobre 2021 par José Antonio Hidalgo García.

### 2022
| Parti  | Parti | Députés élus |
| ------ | ----- | --- |
| PPA    |       | Patricia del Pozo Fernández, Antonio Martín Iglesias, Virginia Pérez Galindo, Ricardo Antonio Sánchez Antúnez, Ana Chocano Román, Juan Francisco Bueno Navarro, Silvia Heredia Martín, Rafael Joaquín Ruiz Guzmán, María Remedios Olmedo Borrego |
| PSOE-A |       | Juan Espadas, Adela Castaño Diéguez, Rafael Alfonso Recio Fernández, Encarnación María Martínez Díaz, Gaspar José Llanes Díaz-Salazar |
| Vox    |       | Javier Cortés Lucena, Ana María Ruiz Vázquez |
| PorA   |       | Esperanza Gómez Corona |
| AA     |       | Maribel Mora |

- Ricardo Sánchez (PPA) est remplacé en septembre 2022 par José Ricardo García Román.
- Juan Francisco Bueno (PPA) est remplacé le 28 juin 2023 par María Díaz Cañete.
- Silvia Heredia (PPA) est remplacée le 28 juin 2023 par Manuel Alberto Sanromán Montero.
- Juan Espadas (PSOE-A) est remplacé en février 2025 par Verónica Pérez Fernández.